# Indre
L'Indre /ɛ̃dʁ/ è un dipartimento francese della regione Centro-Valle della Loira. Confina con i dipartimenti del Loir-et-Cher a nord, dello Cher a est, della Creuse a sud-est, dell'Alta Vienne a sud, della Vienne a sud-ovest e dell'Indre e Loira a nord-ovest.
Le principali città, oltre al capoluogo Châteauroux, sono Le Blanc, La Châtre, Issoudun, Argenton-sur-Creuse e Buzançais.